# Johnny Norlander
John Arthur Norlander, detto Johnny (Virginia, 5 marzo 1921 – Virginia, 6 marzo 2002), è stato un cestista statunitense, professionista nella ABL, nella BAA e nella NBA.